# 仁科公司
仁科股份有限公司 （英語：PeopleSoft, Inc）原先是一个为制造、金融、企业的绩效管理提供人力资源管理系统、财务管理系统（Financials Management System，简称FMS）、供应链管理和 客户关系管理软件和软件解决方案，以及用于大型集团、政府和组织的学员管理的公司。在2005年被甲骨文收购之前，它一直做为一个独立的公司存在。仁科的名称和产品线现在由甲骨文来营销。

## 历史
由大卫·达菲尔德（David Duffield）和肯·莫里斯（Ken Morris）创建于1985年的仁科，在迁至加利福尼亚州普莱森顿之前，总部原先位于加利福尼亚州沃尔纳特·克里克（Walnut Creek）。达菲尔德设想了一个集成系统的主流大型计算机人事系统包的客户机－服务器版本。
该公司的唯一风险投资支持来自诺维斯特风险投资公司（也称“西北风险投资公司”，英语：Norwest Venture Partners，简称“NVP”）。 来自诺维斯特风投的小乔治·J·斯蒂尔加入了董事会。
20世纪80年代晚期发行的仁科第1版，是第一个全集成、健壮的客户机－服务器人事系统应用程序套件。
1992年仁科扩展了它的的产品范围以包含一个财务模块，1994年扩展了分销模块，并在1996年收购了红椒（Red Pepper）后扩展了制造模块。

## 产品设计

### 应用程序
仁科的产品最初是基于一个拥有一个唯一的客户机的客户机－服务器方式。随着版本8的发行，整个套件被转移为一个称为“纯因特网架构”（Pure Internet Architecture，简称PIA）的以万维网为中心的设计（Web-centric design）中。新的格式允许一个公司的所有业务功能可以被在一个万维网浏览器（web browser）上访问和运行。原本少量的安全和系统设置功能仍需要被在一个胖客户端机器上完成，然而，现在早已不再这样。

### 开发平台
该架构围绕仁科的私有的仁科工具（PeopleTools）技术而构建。仁科工具包含许多不同的用于创建基于万维网的应用程序（web-based applications）的组件：一个被称为仁科代码（PeopleCode）的脚本语言，用于定义各种不同类型的元数据（Metadata）的设计工具，标准安全结构，批处理工具，以及与一个结构化查询语言（SQL）数据库接口的能力。元数据为用户接口、表、消息、安全、导航、门户等描述数据。这一系列的工具使得仁科套件能够平台独立。

## 约·丹·爱德华兹
在2003年，仁科与一个较小的竞争对手约·丹·爱德华兹（J.D. Edwards）进行了善意合并。后者的以中型规模公司为目标的产品线世界（World）和一个世界（OneWorld）太小以至于无法从仁科应用中获得收益。约·丹·爱德华兹的产品以前使用的是可配置网络计算（Configurable Network Computing）架构，它保护应用程不受操作系统和后端数据库的影响。仁科为一个世界产品打造了仁科企业一号（PeopleSoft EnterpriseOne）的品牌。

## 甲骨文集团
从2003年起，甲骨文开始图谋控制仁科公司。在2003年6月，甲骨文在一个恶意公司收购尝试中做出了一个70亿美元的出价。在2004年2月，甲骨文将他们的出价提升到大约94亿美元，提高了33%；这个报价同样被仁科的董事会立即回绝。在该月晚些时候，美国司法部以该收购会违反反托拉斯法为由提起诉讼以阻止甲骨文。2004年9月，该诉讼被美国联邦法院驳回， 它判决司法部未能证明它的反托拉斯案例。十月，欧盟委员会宣布了同样的判决。尽管甲骨文在5月将它的出价降低到77亿美元，它在11月又再一次将它的出价增长到94亿美元，做出了一个14%的提升。
2004年12月，甲骨文宣布它已经签署了一个决定性的并购协议，以大约103亿美元收购仁科。随后在1月，甲骨文宣布计划在联合后的公司中的5万5千名员工中裁员大约9%，维持至少90%的仁科产品开发和支持员工。
通过对原约·丹·爱德华兹产品的品牌再造，甲骨文开始从约·丹·爱德华兹用户社区中以他们所发觉的强烈的品牌忠诚中获益。由此，仁科企业一号变成了约·丹·爱德华兹企业一号（JD Edwards EnterpriseOne），而仁科世界则变成了约·丹·爱德华兹世界（JD Edwards World）。甲骨文宣布一个新的产品甲骨文熔合应用（Oracle Fusion Applications）将会在不久的将来被发布。甲骨文说熔合将从仁科、约·丹·爱德华兹和甲骨文应用程序中吸取最好的方面，并将他们合并到一个新的产品套件中。

## 仁科大事记
- 1987: 戴维·达菲尔德（David Duffield）和肯·莫里斯（Ken Morris）在美国加利福尼亚州沃尔纳特·克里克市（Walnut Creek，也称“胡桃溪市”）创建仁科股份有限公司。
- 1988: 仁科人力资源管理系统（PeopleSoft HRMS）发布。
- 1991: 开始开设海外办事处。
- 1994: 分销和财务模块的公开发布。
- 1995: 学生管理系统（Student Administration System）上线。
- 1995: 开设拉丁美洲的第一个办事处－墨西哥办事处。
- 1996: 发行他们的第一个企业资源管理（ERP）包——制造和仁科6（Manufacturing and PeopleSoft 6）。
- 1997: 包含更新后的企业资源管理模块的仁科7发布。
- 1997: 仁科有限公司被克利夫兰市以欺诈、违反合同和过失虚报，提起5亿1千万的诉讼。
- 1998: 仁科7.5发布，包含改进后的客户机－服务器技术。收购英特皮德系统公司（Intrepid Systems）。
- 1999: 克雷格·康威（Craig Conway）被提名为新的首席执行官（CEO）；发布产品以支持因特网事务。
- 2000: 收购范蒂伍集团（Vantive Corporation）。
- 2000: 交付仁科8，包含一个内部的应用服务提供者。
- 2003: 收购约·丹·爱德华兹（JD Edwards）[2]
- 2004: 戴维·达菲尔德替代克雷格·康威，重返首席执行官一职。[5]
- 2005: 被甲骨文集团收购。
- 2006: 仁科财务管理系统（FMS）9.0发布。
- 2006: 仁科人力资本管理（HCM）9.0发布（2006年12月）。
- 2009: 仁科人力资本管理（HCM）9.1发布（2009年10月）。
- 2009: 仁科财务管理系统（FMS）9.1发布（2009年11月）。
- 2013: 仁科人力资本管理（HCM）9.2发布（2013年3月）。